# Bernard Romans
Pour les articles homonymes, voir Romans.
Bernard Romans est un naturaliste et un ingénieur néerlandais, né en 1741 à Delft et mort en 1784.

## Biographie
Bernard Romans naît aux Pays-Bas mais fait ses études en Grande-Bretagne. Il se marie avec Elizabeth Whiting le 28 janvier 1779, union dont il aura au moins un enfant, Hubertus. 
Il est envoyé en Amérique du Nord pour y effectuer des travaux de cartographie vers 1757. Assigné à Saint-Augustine dans l’est de la Floride vers 1760, il commence à faire carrière dans les rangs des ingénieurs britanniques.
En 1766, il devient chercheur appointé en Géorgie. Pour s’enrichir, il acquiert des terres et des esclaves. C’est lui qui réalise les premières cartes de la région de Pensacola, de Tampa et de Mobile. Il ne fait pas que d’offrir des données géographiques, il collationne des informations sur les peuples amérindiens, les colonies européennes, la faune et la flore.
Devant la qualité de son travail, le gouverneur de Floride lui offre une pension afin de l’attacher afin qu’il puisse rester dans le sud et Romans reçoit ainsi en 1773 une pension de 50 livres. Le but recherché est raté, Romans qui le sud après avoir touché sa pension et part pour New York. Il obtient un soutien financier de la part de philanthrope ou de sociétés savantes de Boston et de Philadelphie pour la publication de sa carte de Floride et pour celle de son livre A Concise History of East and West Florida, dont le premier volume paraît en janvier 1774.

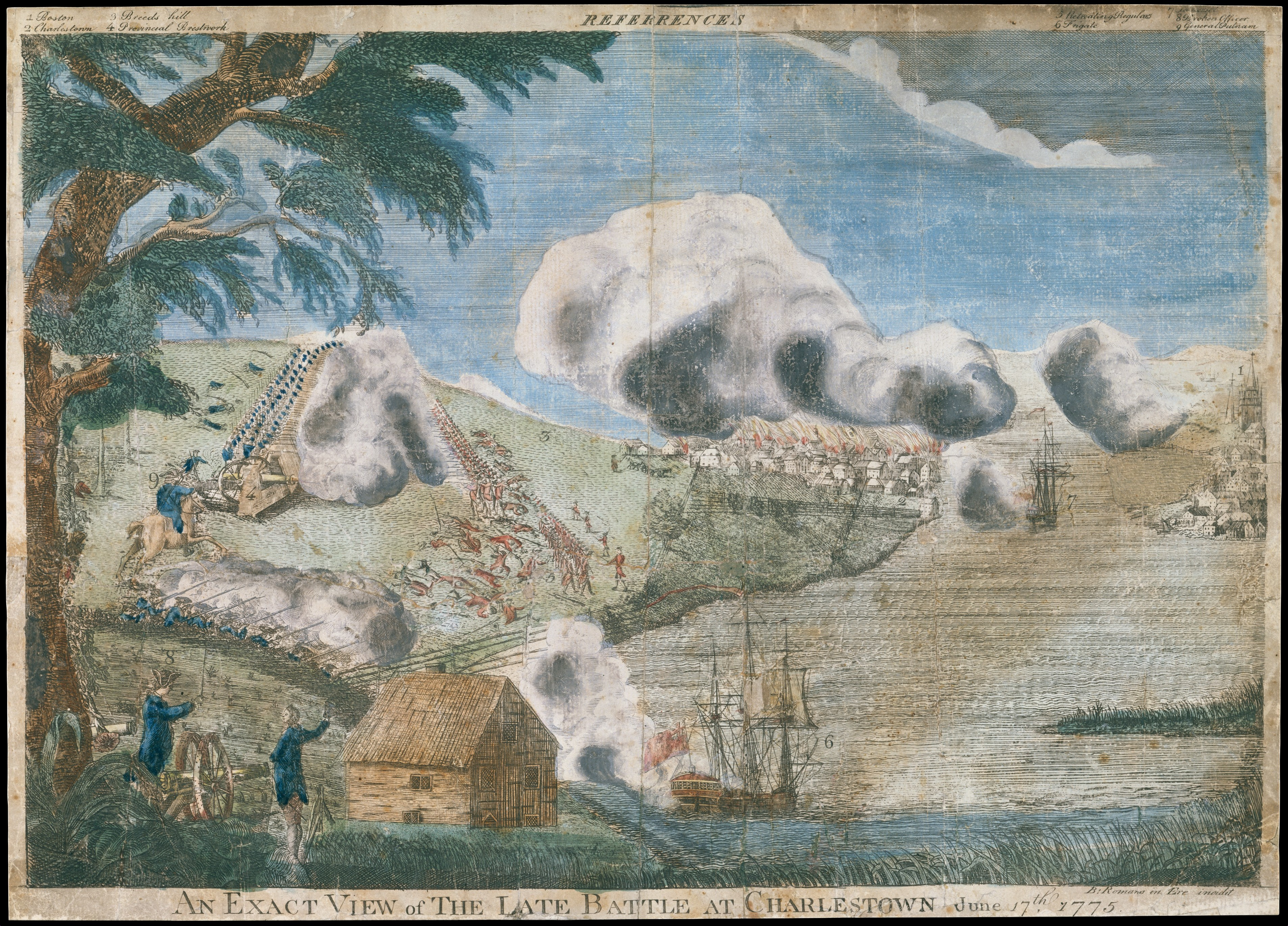
Représentation par Bernard Romans de la bataille du 17 juin 1775 à Charlestown, connue ensuite comme la bataille de Bunker Hill.

Sa pension réduite, il rejoint les rangs de l’armée américaine qu’il sert quatre ou cinq ans. Sa fin demeure mystérieuse. Certaines sources affirment qu’il a été fait prisonnier et détenu à la Jamaïque jusqu’en 1784, d’autres pensent qu’il a été capturé en 1779, détenu en Grande-Bretagne et tué pour son argent lorsqu’il retourne aux États-Unis en 1784.